# Joan Ambrosio Dalza
Joan Ambrosio Dalza (Milano, seconda metà del XV secolo – 1508) è stato un compositore e liutista italiano.
Sulla vita e l'attività di Dalza non si conosce nulla. Le poche sue composizioni che a tutt'oggi risultano sopravvissute sono parte della raccolta Intabulatura de Lauto. Libro quarto, pubblicata a Venezia nel 1508 dall'editore Ottaviano Petrucci. In detta raccolta, importante e preziosa fonte sulla musica rinascimentale italiana per liuto, si trovano varie frottole, ricercari e danze (pavane, pive, saltarelli, calate, etc.). Dalza scriveva le sue danze in forma di suite, usando l'ordine pavana-saltarello-piva.

## Lavori
Intabulatura de Lauto. Libro Quarto (Venezia, 1508) :
- Padoane [ovvero : « Pavane »] diverse
- Calate ala spagnola
- Calate ala [i]taliana
- Tastar de corde conli soi recercar drietro [dietro] [ovvero : « Tastar de corde col suo recercare »]
- Frottole